# UTC-09:00

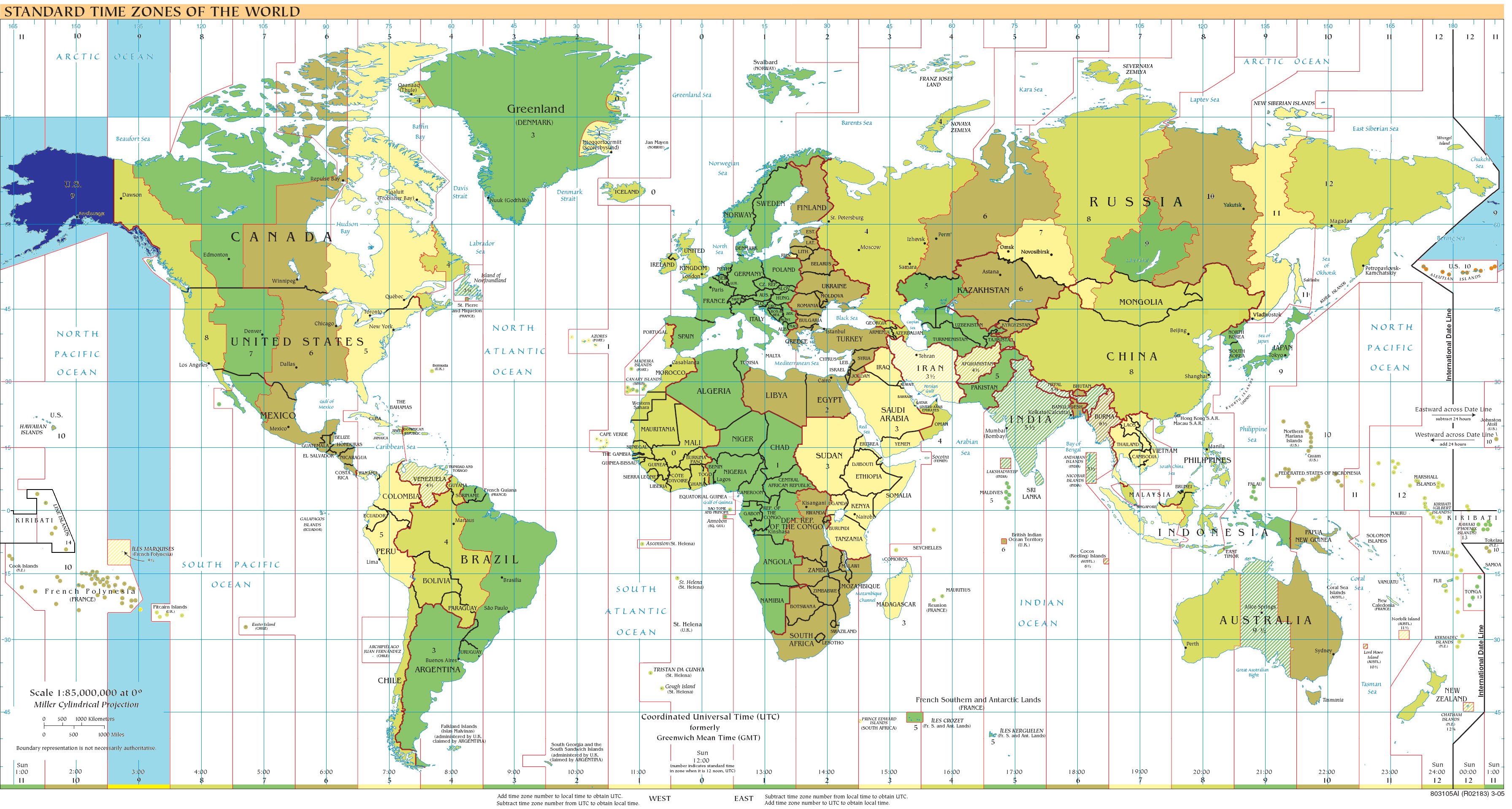
UTC-09:00

UTC-09:00 (V – Victor) – strefa czasowa, odpowiadająca czasowi słonecznemu południka 135°W.
W strefie znajduje się m.in. Anchorage.

## Strefa całoroczna
Australia i Oceania:
- Polinezja Francuska (Wyspy Gambiera)

## Czas standardowy (zimowy) na półkuli północnej
Ameryka Północna:
- Stany Zjednoczone (Alaska bez zachodniej części Aleutów)

## Czas letni na półkuli północnej
Ameryka Północna:
- Stany Zjednoczone (zachodnie Aleuty)